# Le Poët-Laval
Le Poët-Laval là một xã thuộc tỉnh Drôme trong vùng Auvergne-Rhône-Alpes ở đông nam nước Pháp. Xã Le Poët-Laval nằm ở khu vực có độ cao từ 255-973 mét trên mực nước biển.